# Championnat d'Europe féminin de rink hockey des moins de 19 ans 2007
Navigation
Championnat d'Europe féminin -19 ans 2005 Championnat d'Europe féminin -19 ans 2008
Le championnat d'Europe de rink hockey féminin des moins de 19 ans 2007 se déroule du 19 et le 21 avril 2007 à Mealhada au Portugal. La compétition est remportée par l'Espagne, qui obtient ainsi le titre de champion d'Europe 2007 dans la catégorie des moins de 19 ans.

## Participants
Quatre équipes prennent part à la compétition :
- Allemagne
- Espagne
- France
- Portugal

## Format
La compétition comprend deux phases successives. Une première phase de groupe se dispute selon la formule d'un championnat où chaque équipe rencontre une fois tous ses adversaires. À l'issue de cette première phase ont lieu des demi-finales et la finale. Dans une première demi-finale, l'équipe terminant première de la première phase rencontre le dernier. Les deux autres équipes se rencontrent dans l'autre demi-finale. Les deux vainqueurs se rencontrent alors en finale pour désigner le vainqueur de la compétition.
Les matches se jouent en deux mi-temps de 20 minutes effectives sur une piste de 40 mètres sur 20 mètres. Lors de la première phase, les équipes se voient attribuer respectivement 3 points, 1 point et 0 point pour une victoire, un nul et une défaite. Toutes les rencontres ont lieu au Palais des Sports de Mealhada.

## Résultats

### Phase de groupe
L'Espagne remporte invaincue la première phase devant le Portugal.
| Rang | Équipe    | Pts | J | G | N | P | Bp | Bc | Diff |  | Résultats |  |     |     |     |
| ---- | --------- | --- | - | - | - | - | -- | -- | ---- |  | --------- |  | --- | --- | --- |
| 1    | Espagne   | 9   | 3 | 3 | 0 | 0 | 12 | 1  | +11  |  | Espagne   |  | 4-0 | 5-1 | 3-0 |
| 2    | Portugal  | 6   | 3 | 2 | 0 | 1 | 9  | 9  | 0    |  | Portugal  |  |     | 3-1 | 5-3 |
| 3    | Allemagne | 3   | 3 | 1 | 0 | 2 | 4  | 9  | -5   |  | Allemagne |  |     |     | 2-1 |
| 4    | France    | 0   | 3 | 0 | 0 | 3 | 4  | 10 | -6   |  | France    |  |     |     |     |

### Tableau final
L'Espagne domine la France 4-0 dans la première demi-finale. Dans l'autre demi-finale, l'Allemagne mène 1-0 à trois minutes du coup de sifflet final avant d'encaisser deux buts coup sur coup. En finale, le Portugal rencontre donc l'Espagne qui ouvre le score dès la première minute et s'impose finalement 3-0.
L'équipe féminine espagnole remporte le titre de championne d'Europe des moins de 19 ans.
|  | Demi-finales | Demi-finales |          |   | Finale | Finale |
|  | Demi-finales | Demi-finales |          |   | Finale | Finale |
|  |              |              |          |   |        |        |
|  |              |              |          |   |        |        |
|  |              |              |          |   |        |        |
|  | Espagne      | 4            |          |   |        |        |
|  | Espagne      | 4            |          |   |        |        |
|  | France       | 0            |          |   |        |        |
|  | France       | 0            | Espagne  | 3 |        |        |
|  |              |              | Espagne  | 3 |        |        |
|  |              | Portugal     | 0        |   |        |        |
|  | Portugal     | Portugal     | 0        | 2 |        |        |
|  | Portugal     |              |          | 2 |        |        |
|  | Allemagne    | 1            |          |   |        |        |
|  | Allemagne    | 1            | 3e place |   |        |        |
|  |              |              |          |   |        |        |
|  |              |              |          |   |        |        |
|  |              |              |          |   |        |        |
|  | Allemagne    | 3            |          |   |        |        |
|  | Allemagne    | 3            |          |   |        |        |
|  | France       | 2            |          |   |        |        |
|  | France       | 2            |          |   |        |        |